# Saint-Maurice (Nièvre)
Saint-Maurice – miejscowość i gmina we Francji, w regionie Burgundia-Franche-Comté, w departamencie Nièvre.
Według danych na rok 1990 gminę zamieszkiwały 52 osoby, a gęstość zaludnienia wynosiła 5 osób/km² (wśród 2044 gmin Burgundii Saint-Maurice plasuje się na 858. miejscu pod względem liczby ludności, natomiast pod względem powierzchni na miejscu 906.).